# Байга (народ)
Ба́йга («колдун, лекарь, жрец» на языке мундари) — народ, обитающий на территории индийского штата Мадхья-Прадеш. Общая численность — более 300 тысяч человек. Говорят на языке байгани дравидийской семьи. Основные традиционные занятия — ручное подсечно-огневое земледелие (просо, овощи), охота при помощи лука и стрел, рыболовство, собирательство. Для традиционной социальной организации характерны патрилинейные родовые группы. Большое развитие получили этногенетические мифы, мифы о первопредке (Нанга Байга). Многие байга исполняют жреческие функции у соседних народов. Сохраняют традиционные верования.